# Opol
Opol est une localité de la province du Misamis oriental, aux Philippines. En 2015, elle compte 61 503 habitants.